# Austrocochlea brevis
Austrocochlea brevis is een slakkensoort uit de familie van de Trochidae. De wetenschappelijke naam van de soort is voor het eerst geldig gepubliceerd in 1994 door Parsons & Ward.